# Liste der Kulturdenkmale im Hopfengarten (Magdeburg)
In der Liste der Kulturdenkmale im Hopfengarten sind alle Kulturdenkmale des zur Stadt Magdeburg gehörenden Stadtteils Hopfengarten aufgelistet. Grundlage ist das Denkmalverzeichnis des Landes Sachsen-Anhalt, das auf Basis des Denkmalschutzgesetzes vom 21. Oktober 1991 erstellt und seither laufend ergänzt wurde (Stand 31. Dezember 2023).

## Kulturdenkmale
| Lage                          | Bezeichnung             | Beschreibung                                                                  | Erfassungs- nummer | Ausweisungsart | Bild                    |
| ----------------------------- | ----------------------- | ----------------------------------------------------------------------------- | ------------------ | -------------- | ----------------------- |
| Birkenweg 7 (Karte)           | Haus zum Wolf           | Wohnhaus Im Jahr 1910 vom Architekten Heinrich Tessenow errichtetes Wohnhaus. | 094 70619          | Baudenkmal     | Weitere Bilder          |
| Leipziger Chaussee 57 (Karte) | Gaststätte Hopfengarten | Gaststätte 1912 in Fachwerkbauweise errichtete ehemalige Gaststätte           | 094 82544          | Baudenkmal     | Gaststätte Hopfengarten |
| Schilfbreite (Karte)          | Zwischenwerk I a        |                                                                               | 094 06402          | Baudenkmal     | Zwischenwerk I a        |

## Ehemalige Kulturdenkmale
Die nachfolgenden Objekte waren ursprünglich ebenfalls denkmalgeschützt oder wurden in der Literatur als Kulturdenkmale geführt. Die Denkmale bestehen heute jedoch nicht mehr, ihre Unterschutzstellung wurde aufgehoben oder sie werden nicht mehr als Denkmale betrachtet.
| Lage                   | Bezeichnung | Beschreibung                                                 | Erfassungs- nummer | Ausweisungsart | Bild   |
| ---------------------- | ----------- | ------------------------------------------------------------ | ------------------ | -------------- | ------ |
| Schilfbreite 2 (Karte) | Fabrik      | Das Werk wurde ab 1938 errichtet, hier wurden Panzer gebaut. | 094 70729          | Baudenkmal     | Fabrik |

## Legende
In den Spalten befinden sich folgende Informationen:
- Lage: Nennt den Straßennamen und wenn vorhanden die Hausnummer des Kulturdenkmals. Die Grundsortierung der Liste erfolgt nach dieser Adresse. Der Link „Karte“ führt zu verschiedenen Kartendarstellungen und nennt die geographischen Koordinaten.
Link zu einem Kartenansichtstool, um Koordinaten zu setzen. In der Kartenansicht sind Baudenkmale ohne Koordinaten mit einem roten bzw. orangen Marker dargestellt und können in der Karte gesetzt werden. Baudenkmale ohne Bild sind mit einem blauen bzw. roten Marker gekennzeichnet, Baudenkmale mit Bild mit einem grünen bzw. orangen Marker.
- Offizielle Bezeichnung: Nennt den Namen, die Bezeichnung oder zumindest die Art des Kulturdenkmals und verlinkt, soweit vorhanden, auf den Artikel zum Objekt.
- Beschreibung: Nennt bauliche und geschichtliche Einzelheiten des Kulturdenkmals, vorzugsweise die Denkmaleigenschaften.
- Erfassungsnummer: Für jedes Kulturdenkmal wird in Sachsen-Anhalt eine 20stellige Erfassungsnummer vergeben. Die letzten zwölf Ziffern werden für die Untergliederung nach Teilobjekten genutzt und werden nur angegeben, soweit vergeben. In dieser Spalte kann sich folgendes Icon  befinden, dies führt zu Angaben zu diesem Baudenkmal bei Wikidata.
- Ausweisungsart: Die Einordnung des Denkmales nach § 2 Abs. 2 DenkmSchG LSA
- Bild: Ein Bild des Denkmales, und gegebenenfalls einen Link zu weiteren Fotos des Kulturdenkmals im Medienarchiv Wikimedia Commons. Wenn man auf das Kamerasymbol klickt, können Fotos zu Kulturdenkmalen aus dieser Liste hochgeladen werden: